# Джон Ґантер
Джон Ґантер (англ. John Gunter) — американський піонер, поселенець і засновник Ґантерсвілла в штаті Алабама. Джон Ґантер, іменем якого назване містечко, а також озеро Ґантерсвілл та однойменна ГЕС, примандрував з Кароліни у 1785, десять років опісля підписання Декларації незалежності США. Він був валлійцем за походженням і жив серед індіян як торгівець. Він узяв за жінку індіянку з племені Черокі і вкладав зароблені гроші у придбання землі та рабів. Його діти поодружувались із білими і стали відомими людьми як серед індіанських територій, так і на теренах тодішнього штату Джорджія.
Серед нащадків Джона Ґантера був відомий гуморист Вілл Роджерс, чия бабуся була індіянкою черокі. Родина Роджерсів покинула Алабаму і вирушила на Захід під час великого освоєння «Дикого Заходу». У 1820 Ґантер влаштував поромну переправу на річці і керував нею. Біле населення тієї місцевості налічувало лише дві або три родини, коли індіяни зайняли територію на південь від річки і оголосили про її приналежність до Сполучених Штатів у 1835 році. Ґантеру належав перший у новоствореному графстві пофарбований будинок, який і був першою спорудою коло «причалу Ґантера», який дав початок Ґантерсвіллові.
Першим навчальним закладом була місіонерська школа, збудована пресвітеріанами для навчання індіанців. Школа, відома як «Old Missionary» була збудована близько трьох кілометрів на південь від річки на русловій стежці, якою індіяни мандрували до своїх мисливських угідь. 
Наступного року після смерті Джона Ґантера у 1836, поселення було зареєстроване як місто (town) і отримало право мати свого депутата до законодавчої асамблеї графства.